# Dolichopsis haplocnemodes
Dolichopsis haplocnemodes là một loài bọ cánh cứng trong họ Cleridae. Loài này được Gorham miêu tả khoa học đầu tiên năm 1878.